# Spinolyprops himalayicus
Spinolyprops himalayicus es una especie de escarabajo del género Spinolyprops, familia Tenebrionidae, orden Coleoptera. Fue descrita científicamente por Kaszab en 1965.

## Distribución
Se distribuye por India, Laos, Birmania, Indonesia, Nepal, Bután, Tailandia y Vietnam.